# Particule subatomique
Pour les articles homonymes, voir particule.

Schéma d’un atome d’hélium composé de deux protons, deux neutrons et deux électrons.

Une particule subatomique est un composant de la matière. Elle a une taille inférieure à celle d'un atome. On distingue les particules élémentaires des particules composites. La branche de la physique qui les étudie est appelée la physique des particules.

## Nature
La recherche sur les particules subatomiques a permis de mettre en évidence :
- d'une part, les constituants atomiques tels que les protons, les neutrons et les électrons, ainsi que leurs constituants (notamment les quarks) ;
- d'autre part, les particules produites par les phénomènes de rayonnement et de dispersion, tels que les photons, les neutrinos, et les muons.

Certaines particules subatomiques sont dites élémentaires lorsqu'au stade actuel de la recherche on n'a pas pu leur identifier de structure interne. Par opposition, les particules composées combinent quelques particules élémentaires liées. Par exemple, les protons et les neutrons sont constitués de quarks. Des centaines de particules composées ont été découvertes depuis les années 1960.
Toutes les particules observées jusqu'à présent ont été cataloguées dans une théorie quantique des champs appelée modèle standard (de la physique des particules), une réalisation importante de la physique des particules. Ce modèle classifie 47 espèces de particules élémentaires.

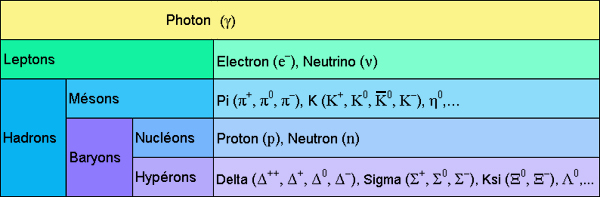
Organisation des particules élémentaires.

## Description quantique
À proprement parler, le terme de particule est inadéquat car les objets étudiés par la physique des particules obéissent aux principes de la mécanique quantique : les particules sont sujettes à la dualité onde-particule, montrant un comportement de particules dans certaines conditions expérimentales et celui d'ondes dans d'autres.
Théoriquement, les particules ne sont décrites ni en tant que particules, ni en tant qu'ondes, mais comme vecteurs d'état dans un espace de Hilbert. Selon la convention utilisée par les physiciens des particules, le terme particules élémentaires est utilisé pour référer à des objets tels que des électrons et des photons, en sachant que ces particules ont aussi des propriétés d'ondes.

## Au-delà du modèle standard
Le modèle standard s'est révélé conforme à la quasi-totalité des tests expérimentaux effectués jusqu'ici, cependant, la plupart des physiciens des particules pensent que c'est une description incomplète de la Nature et qu'une théorie plus fondamentale attend d'être découverte. En particulier, on attend encore un modèle incorporant à la fois, sans contradiction, la gravitation à l'échelle microscopique et le modèle standard.
La mise en service en 2008 du grand collisionneur de protons : LHC, au CERN, devrait permettre d'approfondir la connaissance du modèle standard de la physique des particules et peut-être de révéler des extensions à celui-ci, mais il sera sans doute loin d'atteindre des énergies suffisantes pour clarifier les problèmes liés à la gravitation.

## Les particules subatomiques et la philosophie
La physique des particules a eu une grande influence sur la philosophie des sciences. Les idées des réductionnistes qui motivèrent une grande partie du travail dans ce domaine ont été critiquées par divers philosophes et scientifiques.